# Université polytechnique de Hong Kong
L'université polytechnique de Hong Kong (chinois traditionnel : 香港理工大學 ; chinois simplifié : 香港理工大学 ; cantonais Yale : Hēunggóng Léihgūng Daaihhohk ; anglais : Hong Kong Polytechnic University), appelée aussi PolyU, est une université à Hong Kong. Elle enseigne les sciences appliquées, le génie civil, l'ingénierie, les sciences humaines et sociales, le design, le tourisme et la médecine.

## Historique
Son histoire remonte à 1937 avec la création de la Government Trade School, mais elle n'accède à son statut d'université qu'en 1994.

## Personnalités liées
- Jeannie Cho Lee, critique de vin coréano-américaine
- Rebecca Lee, exploratrice
- Yue Wai Chun, astronome amateur hongkongais.